# 張世東
張世東（チャン・セドン、ちょう せいとう、장세동、1936年9月27日 - ）は、大韓民国の軍人・政治家。号は南村（남촌）。軍での最終階級は陸軍中将。
第5代大統領警護室長、第15代国家安全企画部長。全斗煥に最も忠誠を尽くした第5共和国の中心メンバーで、全の後継候補として名前も上がっていた。

## 経歴
全羅南道高興郡道陽面出身。本貫は仁同張氏。3兄弟の次男として生まれ、幼少期は一時期家族と共にソウルで暮らしていたこともある。
城東工業高等学校を卒業後、陸軍士官学校に第16期生として入学。1960年に卒業すると同時に陸軍少尉として任官されると、間もなく陸士卒業生の同窓会組織である北極星会、そしてハナフェに入会する。
その後、第1空挺特戦団中隊長として服務し、陸軍大学を修了。大尉であった1965年よりベトナム戦争に従軍。1966年4月19日から4月20日にかけクイニョン北部24 kmの炭鉱地域で行われた戦闘では、肩に銃撃を受けるも耐えながら戦闘を続け、部隊の士気を上げてベトコン43人を射殺、1個中隊を全滅させる武勲を上げてメディアに大々的に報道された。この時、慰問で病院に来た全斗煥に「君こそ真の兵士だ」との言葉をかけられ、「その時、その言葉を聞いて、生涯忠誠を捧げることを決心した」という。
その翌年、首都警備司令部第30警備大隊の参謀に配属される。奇しくも、その部隊長こそ全斗煥であった。以後、張は全の右腕としての生涯を歩むことになる。
戦後は陸軍本部附や大統領警護室警護官を経て、首都警備司令部第30警備団長（階級は大佐）であった1979年、全斗煥らハナフェメンバーが中心となった粛軍クーデターに参加した。全斗煥らクーデター参加者は、当時景福宮内の旧日本軍憲兵駐屯地跡に駐屯していた第30警備団に集結し、ここからクーデターを指揮している。
全斗煥の政権掌握後、第3空挺特殊作戦旅団長（階級は准将）を経て1981年、現役軍人のまま大統領警護室長に就任。張自身は陸軍参謀総長を目指していたが、許和平や許三守を牽制しようとした全大統領によって警護室長に就任することとなった。1982年には少将に昇進し、1983年のラングーン事件では全大統領の車に同乗していたため事なきを得た。その後、事態を防げなかったとして辞表を提出したが、全大統領に諌められて留任している。
1984年に中将昇進と共に予備役編入した後、翌1985年より国家安全企画部長に就任。統一民主党結党妨害事件、スージー・キム事件等様々な政治工作で暗躍する一方、北朝鮮との首脳会談実現のため極秘訪朝したこともあったとされる。しかし、1987年に発生した「朴鍾哲拷問致死事件」の隠蔽工作が失敗し、世論の激昂を買う。結局、国家安全企画部長を引責辞任し、盧泰愚が次期大統領候補として一本化された。のちに「死せる孔明生ける仲達を走らす」になぞらえ「死せる鍾哲生ける世東を走らす」（죽은 종철이 산 세동을 쫓아냈다）と言われた。
民主化後、金泳三・金大中政権下の真相究明でこれらの工作活動が次々と明るみに出て、1994年4月12日、統一民主党結党妨害の件で最高裁判所刑事2部で有罪が確定し1年6ヶ月の刑に服した。1997年には粛軍クーデターおよび5・17非常戒厳令拡大措置の追求で懲役3年6か月の判決を受けたが、同年12月に恩赦。
しかしスージー・キム事件では、被害者遺族からの損害賠償請求で敗訴した国に代わり14億5000万ウォンの損害賠償請求を負担する判決を受けた。

## 年譜
- 1960年2月23日 - 韓国陸軍士官学校卒業（16期）
- 1967年　首都警備司令部　第30警備大隊　作戦将校
- 1977年　首都警備司令部　第30警備団長
- 1980年　特殊戦司令部　第3空挺特殊作戦旅団長
- 1981年7月 - 大統領警護室長（～1985年）
- 1984年12月7日 - 中将昇進とともに予備役編入
- 1985年2月19日 - 国家安全企画部長（～1987年）
- 2002年　第16代大統領選挙に無所属で出馬、辞退。

## 人物像
無口で義理堅い人物として知られており、とりわけ全斗煥への忠誠心は揺るぎないものであった。第5共和国聴聞会では「男は自分の理解者のために死ぬものだ」、「私は歴史の車輪に敷かれて死ねども、閣下が拘束されるのであれば阻止する」と発言した。1997年に恩赦で釈放された際には、全の自宅を訪れ「報告します、閣下！只今休暇より戻って参りました！」と言ったという。
また、ベトナム戦争で負傷した際には軍医に拳銃を抜いてまで「私の部下から治療してください。私は最後に世話をしてほしい」と言ったといい、民主化後の獄中生活では規律ある生活を崩さず、看守や事務員を罵倒するような真似もせず、敬語で紳士的に応対していた。そのため刑務所内で大きな話題となり、その知名度は「大統領レベル」であったという 。

## 登場作品
ドラマ
- 『第4共和国』（1995年、MBC） - 演：ペク・チュンギ（朝鮮語版）
- 『コリアゲート（朝鮮語版）』（1995年、SBS） - 演：キム・ソンイル（朝鮮語版）
- 『三金時代（朝鮮語版）』（1998年、SBS） - 演：イ・ドンシン（朝鮮語版）
- 『第5共和国』（2005年、MBC） - 演：ホン・ハクピョ（朝鮮語版）

映画
- 『1987、ある闘いの真実』（2017年12月27日 韓国公開／2018年9月8日 日本公開） - 演：ムン・ソングン
- 『ソウルの春』（2023年11月22日 韓国公開／2024年8月23日 日本公開） - 粛軍クーデターを題材とした韓国映画。張をモデルとした「チャン・ミンギ」（陸軍大佐・首都警備司令部第30警備団長）が登場し、チョン・ドゥグァン（全斗煥がモデル）国軍保安司令官が引き起こしたクーデターに参加する。演：アン・セホ（朝鮮語版）